# Moeszia cylindroides
Moeszia cylindroides är en svampart som beskrevs av Bubák 1914. Moeszia cylindroides ingår i släktet Moeszia och familjen Nectriaceae.   Inga underarter finns listade i Catalogue of Life.